# Chiềng Khương
Chiềng Khương là một xã thuộc huyện Sông Mã, tỉnh Sơn La, Việt Nam.
Xã Chiềng Khương có diện tích 83,39 km², dân số năm 1999 là 9.135 người, mật độ dân số đạt 110 người/km².